# Forteresse de Zvečaj
La forteresse de Zvečaj est située près de Banja Luka, la capitale de la république serbe de Bosnie, en Bosnie-Herzégovine. Elle est mentionnée pour la première fois en 1404. Avec les ruines de la ville fortifiée, elle est inscrite sur la liste provisoire des monuments nationaux de Bosnie-Herzégovine.

## Localisation
La forteresse de Zvečaj se trouve à 10 km au sud de Banja Luka, sur la rive gauche de la rivière Vrbas.

## Histoire
La forteresse de Zvečaj est mentionnée pour la première fois en 1404, dans un traité d'alliance signé par Herceg Hrvoje Vukčić avec la ville de Dubrovnik pour mener des actions communes contre le roi de Bosnie Ostoja. Le roi de Bosnie Stjepan Ostojić confirma les accords commerciaux passés avec Drubrovnik à Zvečaj en 1419. En 1463, les Ottomans s'emparèrent de la forteresse mais, dès la fin de la même année, elle fut reconquise par le roi de Hongrie Matthias Corvin. Elle fit partie de la Banovine de Jajce, au sein du royaume de Hongrie, jusqu'en 1527, quand elle passa sous la domination des Turcs. La forteresse est aujourd'hui ruinée, à l'exception d'une tour haute de 10 m.

## Description

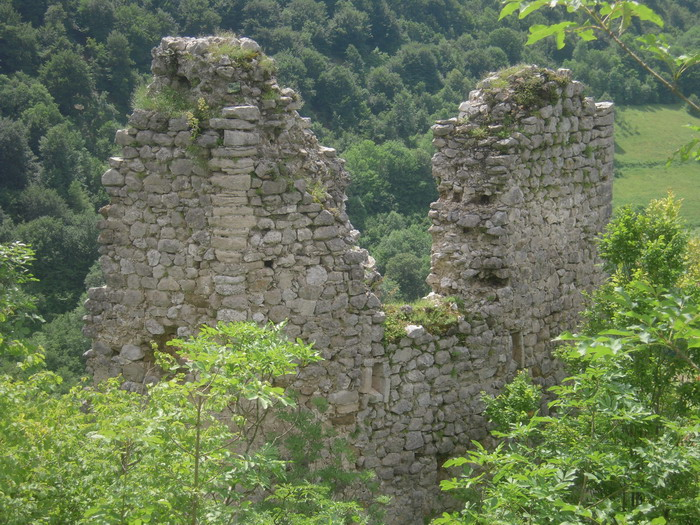
Autre vue de la forteresse